# Amy Wadge
Amy Wadge (* 22. prosince 1975) je anglická zpěvačka. Narodila se v jihoanglické vesnici Backwell, kde také vyrůstala. V roce 2010 spolupracovala se zpěvákem Edem Sheeranem, je spoluautorkou všech písní na jeho EP nazvaném Songs I Wrote with Amy. Přestože pochází z Anglii, velkou část svého života prožila ve Walesu, jehož hranice jsou nedaleko její rodné vsi. Studovala na cardiffské Royal Welsh College of Music & Drama. V roce 2002 vydala své debutové minialbum The Famous Hour, na němž se podílel také producent Greg Haver. Později vydala několik dalších sólových nahrávek. Jejím manželem je velšský herec Alun ap Brinley.
Roku 2016 získala spolu s Edem Sheeranem cenu Grammy za píseň „Thinking Out Loud“.